# Poema de Yussuf

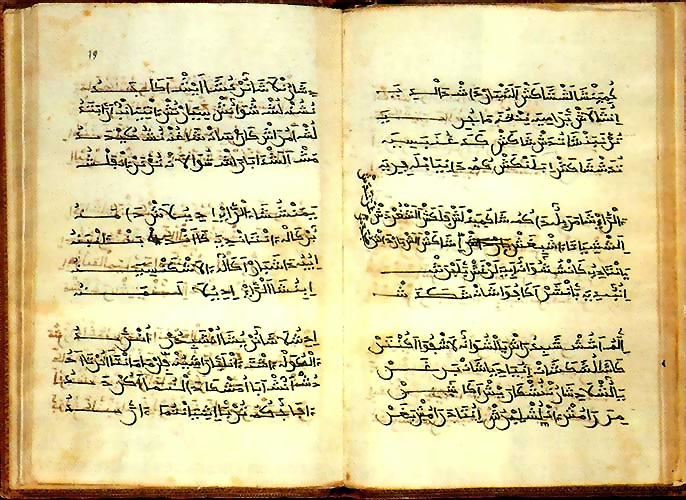
Manuscrito B do Poema de Yussuf

O Poema de Yussuf, Poema de Yusuf, ou Poema de Yuçuf é um poema anónimo aljamiado, escrito em aragonês com caracteres árabes por um mourisco de Aragão, no século XIV.

## Descrição
O texto encontra-se dividido em estrofes de métrica irregular de cuaderna vía e chegou incompleto aos nossos dias, apenas se tendo conservado cerca de trezentos e oitenta versos.
Foi transmitido através de dois códices. O mais difundido, completo e melhor conservado, é o manuscrito B, escrito, segundo Menéndez Pidal, num aragonês muito castelhanizado, enquanto que o manuscrito A utiliza un aragonês com características fónicas e léxicas mais típicas deste género de literatura. Segundo o mesmo crítico, o poema data da segunda metade do séc. XIV e foi destinado a mudéjares.
Conta a história do patriarca José, um dos doze filhos de Jacob, não seguindo a narração do Antigo Testamento, mas sim a descrita no Alcorão. O seu conteúdo reflecte a sura XII del Alcorão (Surata Yussuf), a Legenda Áurea (siglo XIII) de Jacobus de Voragine e a Sefer hayašar, uma colecção hebraica de lendas.